# Zschirla

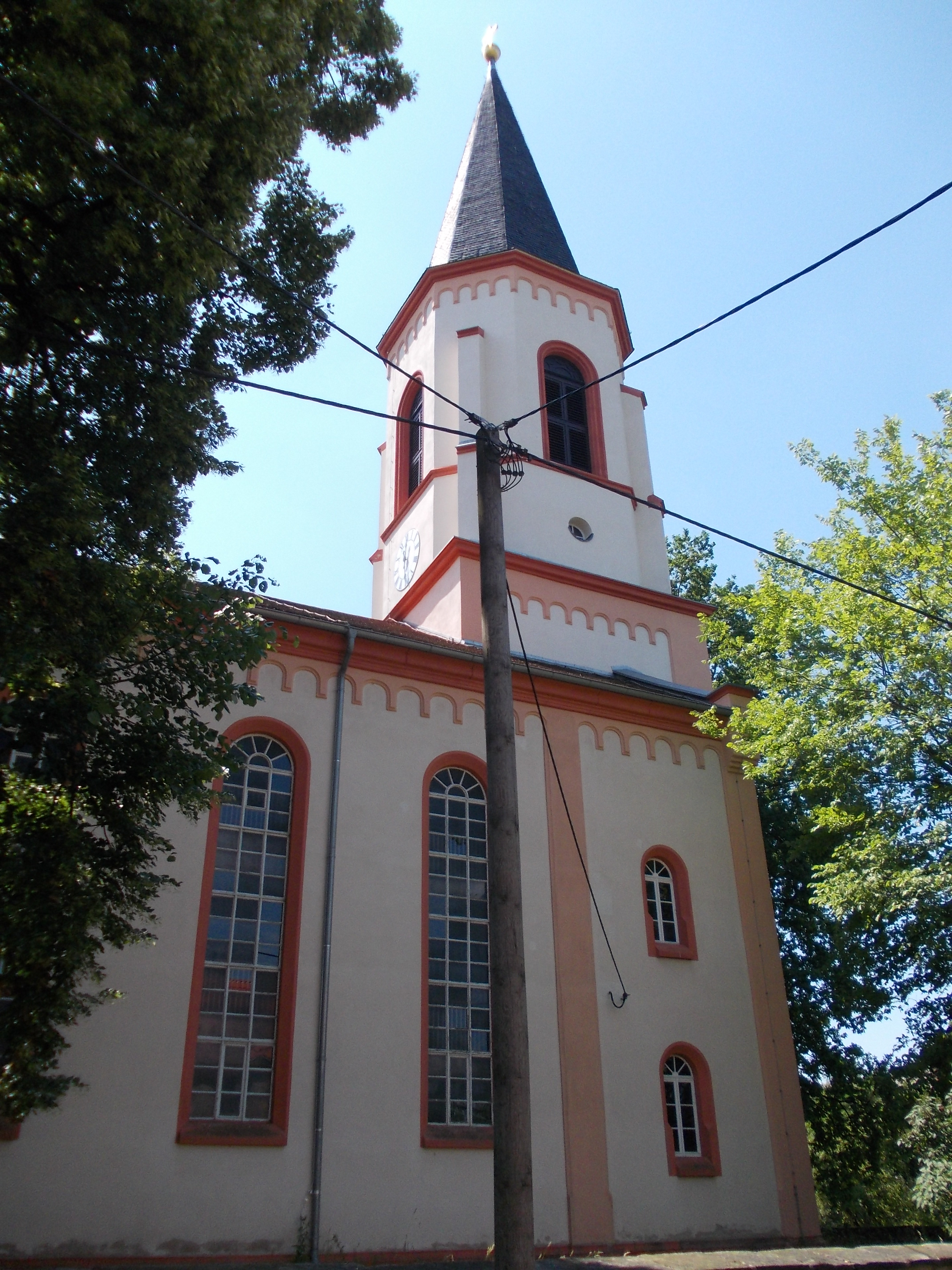
Kirche

Zschirla ist seit 2011 ein Ortsteil der Stadt Colditz im Landkreis Leipzig in Sachsen, zuvor war der Ort ein Ortsteil von Zschadraß.

## Lage und Erreichbarkeit
Zschirla liegt circa 7 km östlich der Stadt Colditz und ist über die B 176 und über den Colditzer Ortsteil Kaltenborn zu erreichen.

## Geschichte
Als Siedlung wurde Zschirla erstmals 1215 unter dem Namen Scherlin in Urkunden erwähnt. Innerhalb der Ortschaft entwickelte sich zunächst ein gutsherrliches Vorwerk, dann ein Herrensitz mit konventionellen Rittergut. Dieser Gutsbesitz war zunächst Eigentum verschiedener adeliger Familien. Ende des 18. Jahrhunderts hatte Zschirla zwei Gutsherrinnen, zunächst bis 1783 Charlotte Christiane von Rackel, geb. von Wallwitz, Ehefrau des Obersts Adolph von Rackel, der 1780 gestorben war. Charlotte Christiane von Rackel war in erster Ehe mit dem Kapitän (Hauptmann) Boguslav Martin Gustav von Dzierzanowski verheiratet. Es folgte im Gutsbesitz Anna Charlotta von Dzierzanowska, Gutsherrin auf Zschirla bei Colditz. Ehefrau des Haupt-Salzverwalters Johann Friedrich von Ampach. Sie waren die Eltern des besonders in Sachsen einflussreichen Domherrn zu Wurzen und Naumburg, Immanuel Christian Leberecht von Ampach.
Dann übernahmen später bürgerlichen Familien den Gutsbetrieb. Um 1860 stellte die Familie Steiger den Gutsbesitzer. Vor 1890 erwarb G. Winckler das Gut. Letzter Gutsherr war der Landwirt Ewald Winkler Gutsbesitzer. Um 1925 hatte das kleine Rittergut in Zschirla einen Umfang von 105 ha. Bis zu den Enteignungen der Bodenreform 1945/1946 blieb Familie Winkler Eigentümer des Gutes.
Mit seinen 215 Einwohnern zählt Zschirla zu den mittelgroßen Ortsteilen der Stadt Colditz.

## Sehenswürdigkeiten
Die Liste der Kulturdenkmale in Zschirla enthält acht Objekte, u. a.:
- Dorfkirche Zschirla, 1863/1864[11]
- Ehem. Rittergut mit Herrenhaus
- Tiergartentor
- Transformationenstation, um 1920

## Persönlichkeiten
- Friedrich Traugott Götze (1759–1831), Pfarrer in Zschirla, Prediger am Armen- und Waisenhaus Torgau, dann Zuchthausprediger in Torgau[12]
- Magnus Adolph Blüher (1802–1884), 1851 Pfarrer in Zschirla